# Streptocarpus glandulosissimus
Streptocarpus glandulosissimus är en tvåhjärtbladig växtart som beskrevs av Engler. Streptocarpus glandulosissimus ingår i släktet Streptocarpus och familjen Gesneriaceae. Inga underarter finns listade i Catalogue of Life.